# Pascual Díaz y Barreto

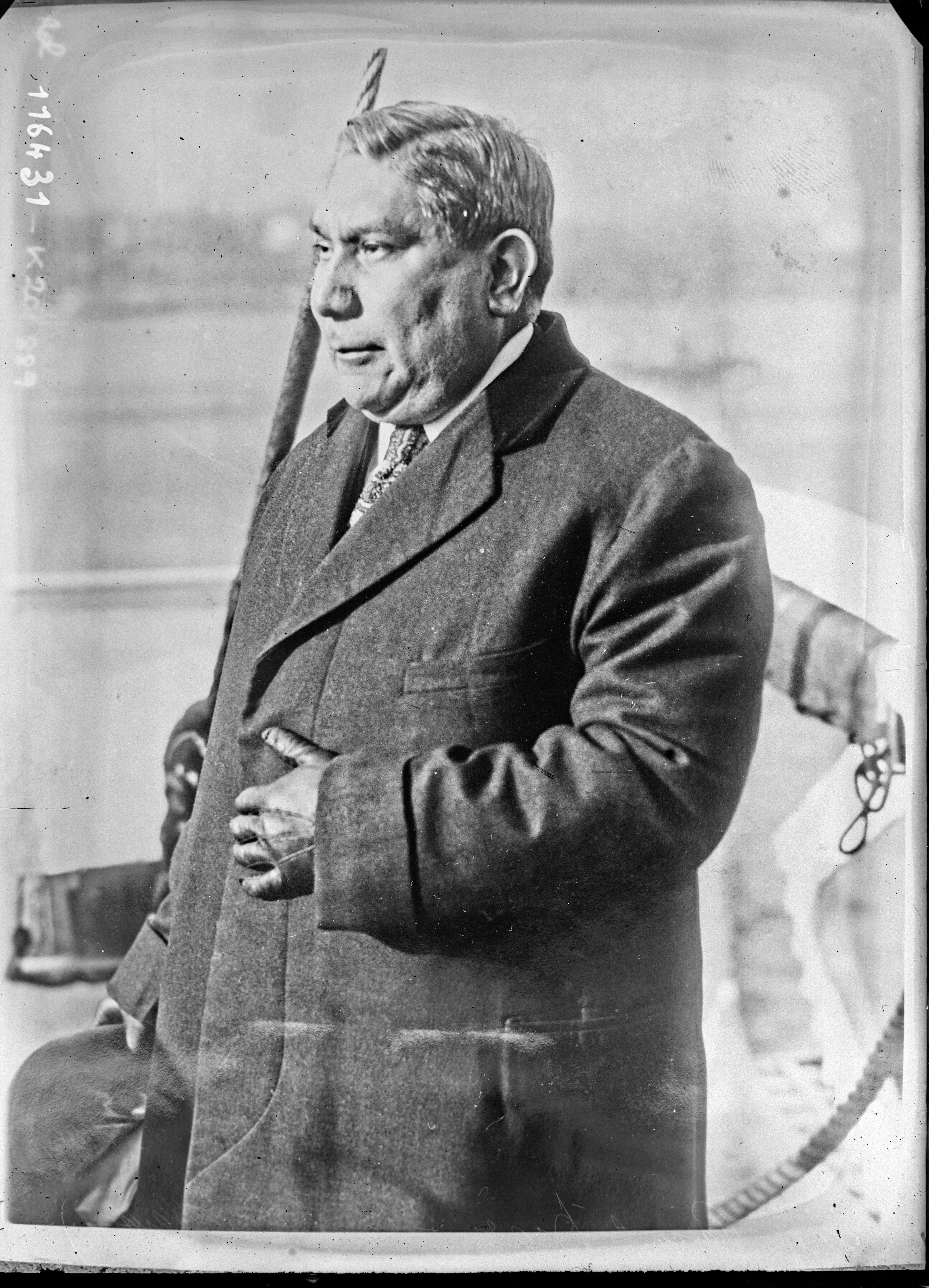
Pascual Díaz y Barreto als Bischof von Tabasco (1927)

Pascual Díaz y Barreto SJ (* 2. Juni 1876 in Zapopan, Jalisco; † 19. Mai 1936) war ein mexikanischer Ordensgeistlicher und Erzbischof von Mexiko-Stadt.

## Leben
Pascual Díaz y Barreto trat der Ordensgemeinschaft der Jesuiten bei und empfing 1896 das Sakrament der Priesterweihe.
Am 11. Dezember 1922 ernannte ihn Papst Pius XI. zum Bischof von Tabasco. Der Weihbischof in Mexiko-Stadt, Maximino Ruiz y Flores, spendete ihm am 2. Februar 1923 die Bischofsweihe; Mitkonsekrator war der Bischof von San Luis Potosí, Miguel María de la Mora y Mora. Die Amtseinführung fand am 28. Februar desselben Jahres statt. Am 25. Juni 1929 ernannte ihn Pius XI. zum Erzbischof von Mexiko-Stadt. Die Amtseinführung erfolgte am 28. Juni desselben Jahres.